# Міжнародний конкурс вокалістів імені Бориса Гмирі
Міжнародний конкурс вокалістів імені Бориса Гмирі (англ. Borys Hmyria International Singers' Competition) — один з найпрестижніших конкурсів співаків, заснований у 2004 році, який відбувається через кожні 3 — 4 роки. Перший конкурс відбувався з 23 по З0 листопада 2004 року в Національній філармонії України в місті Києві.

## Мета конкурсу
Міжнародний конкурс вокалістів імені Бориса Гмирі має на меті:
- сприяння розвиткові національної музичної культури,
- підтримку талановитої творчої молоді,
- розширення міжнародних культурно-мистецьких зв'язків,
- увічнення пам'яті видатного українського співака Бориса Романовича Гмирі[3].

## Співорганізатори
- Міністерство культури і мистецтв України,
- Київська міська державна адміністрація
- Фонд Бориса Гмирі [Архівовано 20 квітня 2021 у Wayback Machine.]

## Умови конкурсу
- У конкурсі можуть брати участь З0 співачок віком 21 — 34 роки та З0 співаків віком 21 — 35 років.
- Конкурсні змагання складаються з трьох турів: двох відбіркових та фінального.
- До другого туру допускається не більше половини учасників першого туру. Конкурсанти, які не пройшли на третій тур, одержують грамоти за участь у другому турі.
- До третього, фінального туру допускаються не більше 12 учасників (6 співачок і 6 співаків)[2].

## Дати проведення
- 2004 — 1-й конкурс вокалістів дебютував у розпал помаранчевої революції 2004 року і був присвячений 100-літньому ювілею від дня народження великого співака Бориса Гмирі.
- 2008 — у 2-му конкурсі вокалістів боролися 52 виконавці з восьми країн світу — Болгарії, Вірменії, Китаю, Латвії, Німеччини, Росії, Сербії та України[4].